# Jip Molenaar
Jip Cornelis Willem Molenaar (Zaandam, 15 februari 2001) is een Nederlands voetballer die bij voorkeur als verdediger speelt. Hij is een zoon van Keje Molenaar.

## Carrière
Jip Molenaar speelde in de jeugd van SDOB en FC Volendam. Als jeugdspeler debuteerde hij op 2 september 2018 voor Jong FC Volendam in de Derde divisie Zondag tegen Blauw Geel '38. In de zomer van 2019 vertrok hij naar de jeugdopleiding van Eintracht Frankfurt, waar hij een jaar speelde. In 2020 keerde hij weer terug bij FC Volendam, waar hij bij Jong Volendam aansloot. Hij debuteerde in het eerste elftal van Volendam op 2 februari 2021, in de met 1-3 gewonnen uitwedstrijd tegen Go Ahead Eagles. Hij kwam in de 86e minuut in het veld voor Denso Kasius.
Verder dan dit ene optreden kwam Molenaar niet, waarop hij verkaste naar Telstar. Hij tekende in Velsen-Zuid een contract voor twee seizoenen, met een optie voor nog een jaar. Molenaar speelde in zijn eerste seizoen dertig wedstrijden, waarin hij tweemaal doel trof. Na de winterstop miste hij geen enkel duel meer. Trainer Andries Jonker was tevreden over zijn spel en stelde voor de verbintenis tussen Molenaar en Telstar open te breken. Jonker kwam echter in conflict met het bestuur en moest de club verlaten. Diens opvolger Mike Snoei deelde Molenaar mee dat hij niet voorkwam in zijn plannen voor het aankomende seizoen.
Molenaar werd vervolgens teruggezet naar Jong Telstar, dat uikwam in de vierde divisie onder 21. Hij was met zijn 21 jaar te oud om mee te mogen spelen bij dit team, waardoor hij enkel aan trainingen deelnam. Op 15 augustus 2022 werd hij transfervrij. Het doorlopende contract dat hij had werd na een arbitragezaak bij de KNVB ontbonden.
In maart van 2023 sloot Molenaar aan bij amateurploeg DVVA. In februari 2025 kwam naar buiten dat Molenaar het volgende seizoen zou overstappen naar AVV Swift, maar deze overgang vond uiteindelijk niet plaats omdat de verdediger besloot tot stoppen met prestatief voetbal vanwege drukke werkzaamheden.

### Statistieken als profvoetballer
| Seizoen                   | Club             | Land           | Competitie         | Competitie | Competitie | Beker | Beker | Totaal | Totaal |
| Seizoen                   | Club             | Land           | Competitie         | Wed.       | Dlp.       | Wed.  | Dlp.  | Wed.   | Dlp.   |
| ------------------------- | ---------------- | -------------- | ------------------ | ---------- | ---------- | ----- | ----- | ------ | ------ |
| 2018/19                   | Jong FC Volendam | Nederland      | Derde divisie Zon. | 5          | 1          | –     | –     | 5      | 1      |
| 2020/21                   | Jong FC Volendam | Nederland      | Tweede divisie     | 6          | 0          | –     | –     | 6      | 0      |
| 2020/21                   | FC Volendam      | Nederland      | Eerste divisie     | 1          | 0          | 0     | 0     | 1      | 0      |
| 2021/22                   | Telstar          | Nederland      | Eerste divisie     | 27         | 1          | 3     | 1     | 30     | 2      |
| Carrièretotaal            | Carrièretotaal   | Carrièretotaal | Carrièretotaal     | 39         | 2          | 3     | 1     | 42     | 3      |
| Bijgewerkt op 1 juli 2023 |                  |                |                    |            |            |       |       |        |        |